# Baby Snakes (film)
Baby Snakes ("un film su gente che fa cose che non sono normali") è un film di Frank Zappa, uscito per la prima volta nelle sale nel 1979, pubblicato in VHS nel 1987, e disponibile in DVD dal dicembre 2003.

Il film si basa soprattutto sulle registrazioni dei concerti tenuti da Zappa al Palladium di New York tra il 28 e il 31 ottobre 1977, e le sequenze di clay animation realizzate da Bruce Bickford, il tutto intermezzato da momenti di backstage e dai dialoghi surreali tra Zappa e lo stesso Bickford.

## Descrizione
Inizialmente, il film faticò parecchio a trovare un distributore. Frank Zappa cercò di suscitare l'interessamento della United Artists, la casa cinematografica che aveva distribuito 200 Motels, ma la compagnia declinò l'offerta. Anche altre case di produzione, temendo che l'appeal commerciale di Zappa come regista underground fosse sensibilmente calato rispetto agli anni sessanta/settanta, si rifiutarono di distribuire il film.
Diverse case cinematografiche europee lasciarono intendere a Zappa che sarebbero potuti essere interessati a distribuire il film se fosse stata ridotta la sua considerevole durata di 168 minuti, che era ritenuta eccessiva. Il film venne quindi accorciato ad una versione di 90 minuti, ma nonostante questo, nessuno si mostrò interessato alla distribuzione nelle sale.
Allora Zappa si interessò personalmente per distribuire il film in maniera indipendente, tramite la sua propria compagnia di distribuzione, la Intercontinental Absurdities.
La pellicola, nella sua versione originale lunga, venne infine pubblicata su VHS e venduta per posta direttamente da Zappa fino a metà anni novanta quando la videocassetta andò fuori catalogo. La versione da 90 minuti fu per breve tempo disponibile in videocassetta durante gli anni ottanta. Finalmente, dopo diversi anni di irreperibilità, Baby Snakes è stato ristampato in formato DVD il 9 dicembre 2003 dalla Eagle Vision United States con un sonoro rimasterizzato in 5.1 Surround.

## Tracce
1. Baby Snakes Rehearsal
2. This Is The Show They Never See
3. Baby Snakes
4. Bruce Bickford / Disco Outfreakage
5. The Poodle Lecture
6. She Said / City Of Tiny Lites
7. New York's Finest Crazy Persons
8. The Way The Air Smells...
9. Pound - Bass & Kybds Solo
10. In You Rap/ Dedication
11. Managua / Police Car / Drum Solo
12. Disco Boy
13. Give People Somewhere To Xscape Thru
14. King Kong / Roy's Halloween Gas Mask
15. Bobby Brown Goes Down
16. Conehead / All You Need To Know
17. I'm So Cute / Entertainment All The Way
18. Titties 'N' Beer / Audience Participation / The Black Page #2 & The Dance Contest
19. Jones Crusher
20. Broken Hearts Are For Assholes
21. Punky's Whips
22. Thank You / Dinah-Moe Humm
23. Camarillo Brillo/Muffin Man
24. San Ber'dino
25. Black Napkins
26. New York's Finest #2 & Credits
27. Good Night

Bonus Track
- Peaches En Regalia (solo su VHS)

## Musicisti
- Frank Zappa - chitarra, voce
- Terry Bozzio - batteria, voce
- Tommy Mars - tastiere, voce
- Adrian Belew - chitarra, voce
- Patrick O'Hearn - basso
- Ed Mann - percussioni
- Peter Wolf - tastiere
- Roy Estrada - voce

## Altri interpreti
- Bruce Bickford
- Ron Delsener
- Johnny Psychotic
- Warren Cuccurullo
- Donna U. Wanna
- Diva Zappa
- Dale Bozzio
- Vinnie Colaiuta
- Phil Kaufman
- John Smothers
- Kerry McNab